# Біч-Гейвен-Вест (Нью-Джерсі)
Біч-Гейвен-Вест (англ. Beach Haven West) — переписна місцевість (CDP) в США, в окрузі Оушен штату Нью-Джерсі. Населення — 4143 особи (2020).

## Географія
Біч-Гейвен-Вест розташований за координатами 39°40′14″ пн. ш. 74°13′59″ зх. д. / 39.67056° пн. ш. 74.23306° зх. д. (39.670428, -74.233123).  За даними Бюро перепису населення США в 2010 році переписна місцевість мала площу 5,55 км², з яких 4,14 км² — суходіл та 1,41 км² — водойми.

## Демографія
Згідно з переписом 2010 року, у переписній місцевості мешкало 3896 осіб у 1915 домогосподарствах у складі 1212 родин. Густота населення становила 702 особи/км².  Було 4571 помешкання (823/км²).
Расовий склад населення:
| - 97,3 % — білих - 0,7 % — азіатів - 0,5 % — чорних або афроамериканців - 0,2 % — корінних американців |

До двох чи більше рас належало 0,5 %. Частка іспаномовних становила 3,8 % від усіх жителів.
За віковим діапазоном населення розподілялося таким чином: 10,0 % — особи молодші 18 років, 56,3 % — особи у віці 18—64 років, 33,7 % — особи у віці 65 років та старші. Медіана віку мешканця становила 57,9 року. На 100 осіб жіночої статі у переписній місцевості припадало 94,0 чоловіків;  на 100 жінок у віці від 18 років та старших — 93,2 чоловіків також старших 18 років.
Середній дохід на одне домашнє господарство  становив 97 055 доларів США (медіана — 83 845), а середній дохід на одну сім'ю — 104 646 доларів (медіана — 84 273). За межею бідності перебувало 8,1 % осіб, у тому числі 6,3 % дітей у віці до 18 років та 3,0 % осіб у віці 65 років та старших.
Цивільне працевлаштоване населення становило 1980 осіб. Основні галузі зайнятості: освіта, охорона здоров'я та соціальна допомога — 25,7 %, роздрібна торгівля — 16,4 %, науковці, спеціалісти, менеджери — 14,4 %.